# Coleophora obtectella
Coleophora obtectella é uma espécie de mariposa do gênero Coleophora pertencente à família Coleophoridae.